# Hemeroblemma dolosa
Hemeroblemma dolosa là một loài bướm đêm trong họ Erebidae.